# Gautier de Clare
Gautier de Clare ou Gautier Fitz Richard (mort 1137 ou 1138 ?), est un baron anglo-normand, fondateur de l'abbaye de Tintern.

## Biographie
Il est l'un des jeunes fils de Richard de Bienfaite, seigneur d'Orbec et de Bienfaite en Normandie et de Clare et Tonbridge en Angleterre, et de Rohaise Giffard, fille de Gautier Giffard. Il est très probable qu'il ait été prénommé Gautier en hommage à son grand-père maternel. Il a pour frère Gilbert, seigneur de Clare, héritier du patrimoine familial anglais.
Très peu de choses sont connues de sa vie. L'un des rares faits certains est que quelque temps avant 1119, le roi Henri Ier d'Angleterre lui donne l'honneur de Netherwent (moitié sud de l'ancien royaume de Gwent, dans le sud des marches galloises, dans la vallée de la Wye), avec le château de Chepstow.
Gautier de Clare est aussi possessionné dans le Hertfordshire. Il semble avoir été parmi les premiers soutiens d'Étienne de Blois, couronné roi d'Angleterre après la mort d'Henri Ier (1135), car il atteste l'une de ses premières chartes, en janvier 1136, et qu'il est encore présent à la cour royale de Westminster à la Pâques suivante. 
Il n'existe ensuite plus aucune de mention de lui. Il meurt sans descendance, sans que l'on sache s'il était marié ou pas, en 1137 ou 1138. Ses possessions passent à son neveu Gilbert Fitz Gilbert († 1148/49), fils cadet de Gilbert de Clare, seigneur de Clare et Tonbridge. Dès 1138, le roi Étienne crée Gilbert comte de Pembroke.
Un autre fait certain concernant Gautier de Clare est que le 9 mai 1131, il fonde l'abbaye cistercienne de Tintern, deuxième maison cistercienne créée en Grande-Bretagne après celle de Waverley (1128). Il y installe des moines venus de l'abbaye de l'Aumône.